# Usina Termelétrica de Igarapé
A Usina Termelétrica de Igarapé é uma usina termelétrica construída e operada pela Companhia Energética de Minas Gerais (CEMIG), localizada no município brasileiro de Juatuba, na Região Metropolitana de Belo Horizonte, em Minas Gerais. Foi a primeira usina térmica construída no estado pela CEMIG. A capacidade de geração total instalada é de 131.000 kW e opera com óleo combustível, sendo a única usina da CEMIG a operar com combustível fóssil.

## História

### Concessão para operação
A usina recebeu a titularidade concessão para operação da ANEEL em 13 de agosto de 1974. A primeira concessão expirou em 13 de agosto de 2004 e, nesse ano, a concessão foi renovada para até 13 de agosto de 2024.

### Projeto
A termelétrica de Igarapé, instalada na Região Metropolitana de Belo Horizonte, foi projetada para assegurar maior confiabilidade ao sistema energético da companhia nos períodos hidrológicos desfavoráveis.

### Construção
A obra foi inaugurada em 31 de julho de 1978. Desde então, a usina fornece energia ao Sistema Interligado Nacional (SIN), que transmite e distribui energia elétrica no território brasileiro.
Na época da inauguração, o empreendimento localizava-se no território do distrito de Juatuba, subordinado ao município de Mateus Leme. Após a emancipação de Juatuba em 1992, a usina passou a pertencer a este município.

### Operação
A usina opera com utilização de óleo ultraviscoso, um derivado do petróleo, como combustível.

## Estação Ambiental de Igarapé
O empreendimento utiliza água tratada para operação. A captação de água ocorre por barramento do rio Paraopeba, dentro do terreno da usina. Para a preservação da ictiofauna e para permitir o fluxo gênico de peixes a montante e a jusante do barramento, a CEMIG construiu uma escada de peixes.